# Barthélemy Louis Joseph Schérer
Barthélemy Louis Joseph Schérer (ur. 1747, zm. 1804) – francuski generał doby wojen rewolucyjnych.

## Życiorys
Schérer służył w armii austriackiej, ale zbiegł do Francji w roku 1775. W 1780 roku został majorem artylerii w regimencie stacjonującym w Strasburgu, a w 1785 roku przeszedł na służbę holenderską jako major w Légion de Maillebois. W 1790 roku został zwolniony z armii holenderskiej w stopniu podpułkownika.
Do Francji powrócił w 1791 roku, a rok później został kapitanem w pułku piechoty, był adiutantem gen. Jeana de Preza de Crassiera w bitwie pod Valmy. W kolejnym roku był adiutantem gen. Aleksandra de Beauharnais'go w czasie działań nad Renem. W 1794 roku Schérer został generałem dywizji i objął dowództwo dywizji w Armii Sambry i Mozy. Walczył w bitwie pod Aldenhoven.
3 maja poślubił Marie Françoise Henriette Caroline Müller w czasie cywilnej uroczystości w rodzinnym Delle. 3 listopada został dowódcą Armii Włoskiej, a następnie Armii Wschodnich Pirenejów, którą objął 3 marca 1795 roku. 14 czerwca dowodzona przez niego 25-tysięczna armia została pobita pod Bàscarą przez armię hiszpańską w sile 35.000 żołnierzy.
31 sierpnia 1795 roku został ponownie wysłany do Włoch, gdzie zastąpił François Christophe'a Kellermanna w roli dowódcy francuskich oddziałów. Już w listopadzie dowodzone przez niego wojska odniosły zwycięstwo nad Austriakami pod Loano, ale Francuzi nie wykorzystali przewagi po bitwie z powodu zachowawczości dowódcy i ciężkich warunków zimowych. Schérer został zwolniony ze stanowiska dowódcy 23 lutego 1796 roku, zastąpił go gen. Napoleon Bonaparte.
Następnie przez wiele miesięcy pozostawał bez przydziału aż do objęcia stanowiska Generalnego Inspektora Jazdy w kilku kolejnych armiach.
W okresie od 22 lipca 1797 do 21 lutego 1799 roku pełnił funkcję ministra wojny. Po wybuchu wojny z II Koalicją ponownie objął dowództwo Armii Włoskiej. Odniósł zwycięstwo pod Pastrengo 26 marca, ale nie był w stanie powstrzymać postępów wojsk koalicyjnych. Został pokonany przez austriackiego gen. Pála Kraya w bitwie pod Magnano 5 kwietnia. Następnie zmuszony do odejścia na emeryturę, zastąpił go gen. Jean Moreau. Schérer musiał tłumaczyć się z klęski i utraty Włoch przed komisją śledczą. Następnie jako emeryt osiadł w rezydencji Chauny w Pikardii, gdzie zmarł w roku 1804.